# دیمیتری اسکوبلتسین
دیمیتری ولادیمیروویچ اسکوبلتسین (روسی: Дмитрий Владимирович Скобельцын؛ زاده ۱۲ نوامبر ۱۸۹۲ درگذشته ۱۶ نوامبر ۱۹۹۰) یک فیزیک‌دان اهل روسیه بود.